# Mali i Cukalit
Mali i Cukalit är ett berg i Albanien.   Det ligger i prefekturen Qarku i Shkodrës, i den norra delen av landet, 90 km norr om huvudstaden Tirana. Toppen på Mali i Cukalit är 1 515 meter över havet.
Terrängen runt Mali i Cukalit är bergig åt nordväst, men åt sydost är den kuperad.   Runt Mali i Cukalit är det ganska glesbefolkat, med 27 invånare per kvadratkilometer.. 
I omgivningarna runt Mali i Cukalit växer i huvudsak blandskog.